# Robert David Levin
Robert David Levin (Brooklyn, 13 ottobre 1947) è un pianista, musicologo e compositore statunitense.

## Biografia
Ha frequentato Harvard, dove ha conseguito il Bachelor of Arts magna cum laude nel 1968 con una tesi dal titolo The Unfinished Works of WA Mozart.
La carriera accademica di Levin ha incluso l'insegnamento e il tutoraggio della pratica esecutiva (in particolare con strumenti a tastiera e direzione d'orchestra, con un'enfasi sul periodo classico) oltre alla storia e la teoria della musica. Levin ha completato o ricostruito una serie di opere del diciottesimo secolo, in particolare composizioni incompiute di Mozart e di Johann Sebastian Bach.

## Registrazioni
- con Trevor Pinnock, Robert Hill, Peter Watchorn, Edward Aldwell, Evgeni Koroliov: Johann Sebastian Bach, Keyboard Works, clavicembalo e organo, Hanssler Classic.
- con Christopher Hogwood, Academy of Ancient Music: Wolfgang Amadeus Mozart, Piano Concertos K271 & K414, fortepiano McNulty (da Walter),  L'Oiseau-Lyre
- con John Eliot Gardiner: Ludwig van Beethoven, Piano Concertos, fortepiano McNulty (da Walter), Archiv Production.
- con Kim Kashkashian, Robyn Schulkowsky. Paul Chihara, Linda Bouchard: Dmitri Shostakovich, ECM Records
- Franz Schubert, Piano Sonatas, fortepiano originale Johann Fritz del 1825, Sony Classical.